# 大垣書店
株式会社大垣書店（おおがきしょてん）は、京都府京都市北区に本社を置き、書店事業及び出版事業を展開する日本の企業。
1942年7月に会社を設立・創業。主に雑誌や総合的な書籍などを取り扱い近畿地方を中心に店舗を展開し、特に京都府では存在をよく知られる。

## 沿革
- 1942年7月 - 創業
- 1950年 - 株式会社に改組
- 1957年 - 佛教大学店オープン
- 1990年 - 岩倉店オープン
- 1994年 - 亀岡店オープン
- 1995年 - ビブレ店オープン
- 1997年 - 髙島屋店・醍醐店・伏見店オープン
- 1998年 - 六地蔵店オープン
- 1999年 - 水口店・ナムコワンダーシティ店オープン
- 2000年 - 京都ファミリー店オープン
- 2002年 - 烏丸三条店オープン
- 2004年 - ダイヤモンドシティ店（現、イオンモール京都五条店）・高槻店オープン
- 2005年 - 二条駅店オープン
- 2006年 - 烏丸三条店に営業本部を移転する。豊中緑丘店オープン
- 2008年 - フォレオ大津一里山店オープン。滋賀県内で最大級の書店である。
- 2010年 - 京都駅前店（現、イオンモールKYOTO店）・京都ヨドバシ店オープン
- 2013年 - 神戸ハーバーランドumie店オープン
- 2014年 - イオンモール京都桂川店オープン
- 2016年 - Kotochika御池店オープン（京都市営地下鉄烏丸御池駅構内）
- 2019年 - 京都本店を京都経済センターに開店
- 2020年 - 岐阜高島屋店オープン
- 2025年 - &cafe そよら入曽店（イオン）オープン

## 店舗

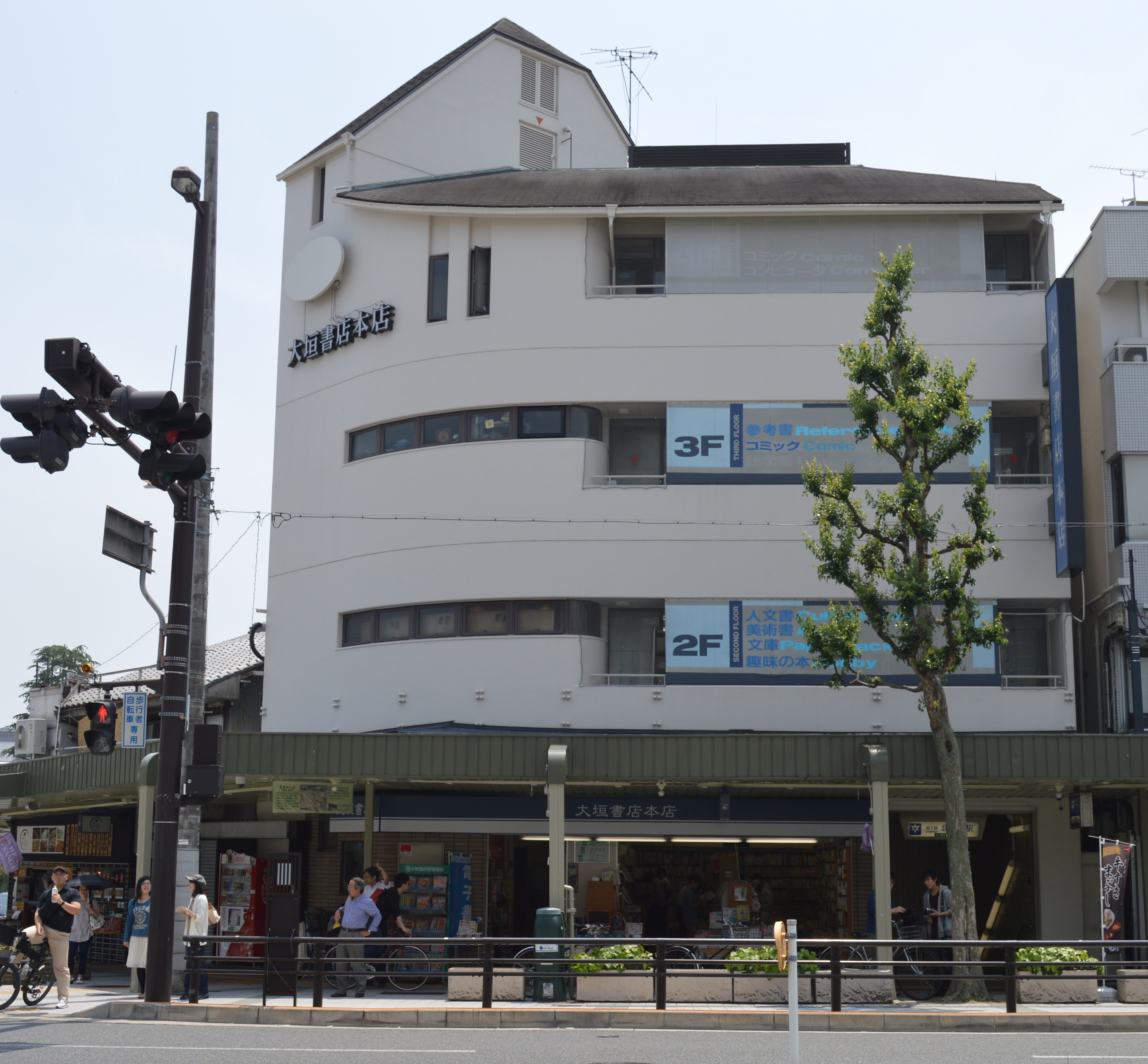
北大路店（登記上の本店、2019年10月閉店）

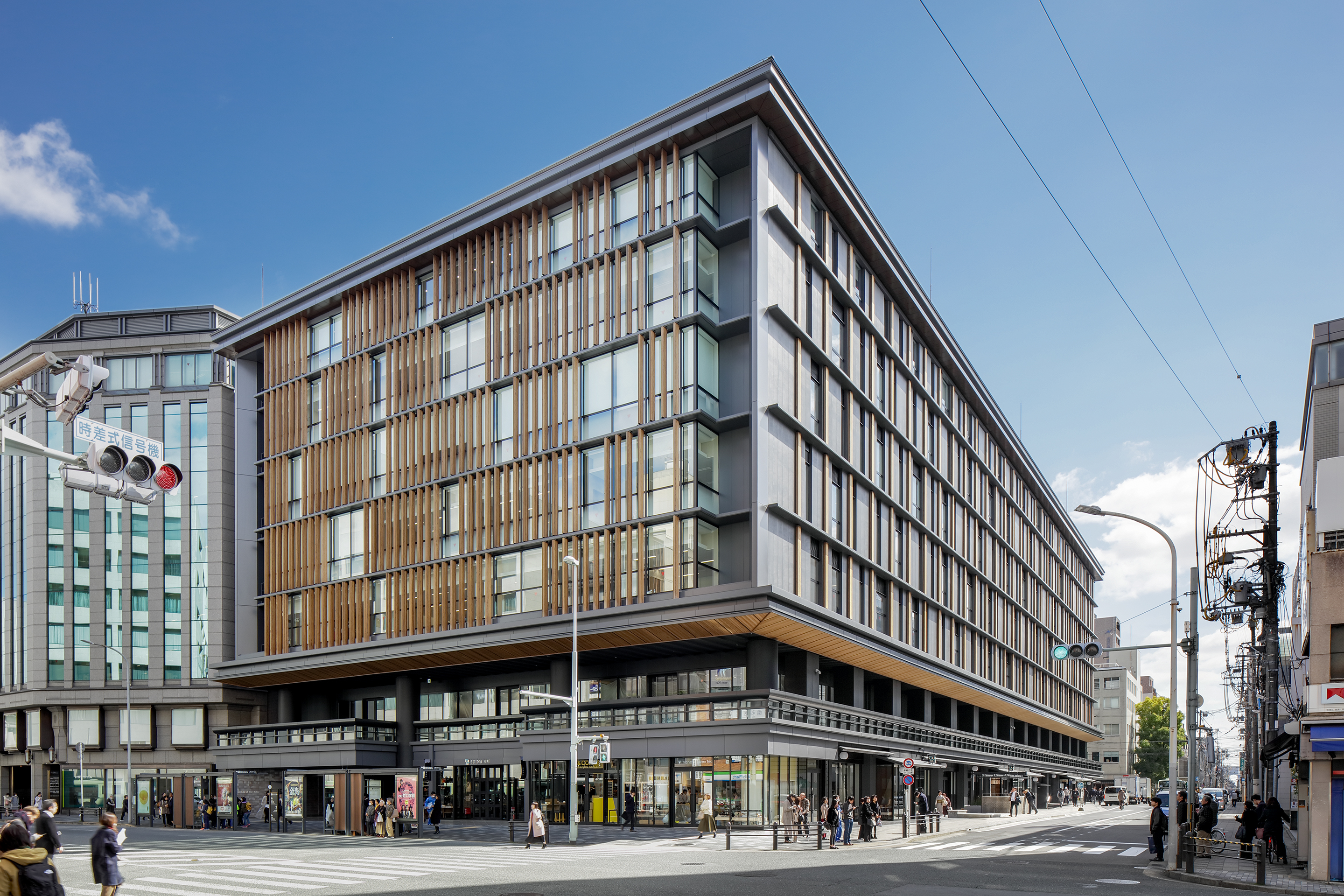
京都本店が入居する四条烏丸の京都経済センター

2022年7月16日現在、近畿地方の京都府・滋賀県・大阪府・兵庫県と東海地方静岡県・岐阜県、中国地方広島県、北海道に店舗を展開している（子会社文苑の「ブックパル文苑」、フランチャイズ店「ブックパルデューク書店」を含む）。その後2020年12月1日よりブックスタマより東京都の2店舗と埼玉県の1店舗の運営が大垣書店に移管され、首都圏に進出した（ただし店舗名に「ブックスタマ」と入っているままである）。
- 京都府 - 京都市内23店舗（うち「ブックパル文苑」1店舗）、亀岡市1店舗
- 滋賀県 - 1店舗
- 大阪府 - 4店舗（うち「ブックパルデューク書店」1店舗）
- 兵庫県 - 2店舗
- 広島県 - 1店舗
- 静岡県 - 1店舗
- 岐阜県 - 1店舗
- 東京都 - 2店舗
- 埼玉県 - 1店舗
- 北海道 - 3店舗

出典:大垣書店公式ホームページ内店舗一覧コンテンツ

### 過去に存在していた店舗
- いずれも京都府
  - 岩倉店 - 2014年3月15日閉店
  - ナムコワンダーシティ店 - 2014年8月31日閉店
  - 北大路店 - 2019年10月12日閉店[3]

## 出版
- 花鈴のマウンド
- 黒いブーメラン
- 京都西陣　うたを紡ぐ
- 胃がんの原因はピロリ菌です
- 「糖質制限」が子供を救う
- 宮澤賢治の「やまなし」を読む